# Мамия V Гуриели
Мамия V Гуриели (груз. მამია V გურიელი; 1789 — 21 ноября 1826) — представитель грузинского владетельного рода Гуриели, возведённый на княжеский престол Гурии в 1797 году. С 1797 по 1809 год его регентом был дядя по отцовской линии, князь Кайхосро IV Гуриели. Мамия V был сторонником европеизации, стремившимся реформировать административное управление и образование в Гурии. Отвергнув любые формы османского владычества, он сделал Гурию автономным субъектом Российской империи в 1810 году и оставался непоколебимым в верности новому порядку, даже когда его дядя Кайхосро IV и ведущие дворяне Гурии подняли восстание против русского владычества в 1820 году. Лояльность Мамии V, пусть даже и робко проявленная во время русской кампании по умиротворению Гурии, была высоко оценена русскими властями. Сам Мамия V после этого восстания всё больше впадал в депрессию и умер в 1826 году, оставив своего сына Давида последним титулованным князем Гурии.

## Ранняя биография
Мамия V Гуриели был третьим ребёнком и единственным сыном Симона II Гуриели, правящего князя Гурии, и княгини Марине, урождённой Церетели. На момент смерти Симона II в 1792 году Мамии V было три года, и власть в Гурии перешла к младшему брату Симона II — Вахтангу II Гуриели. Вдовствующая княгиня Марине, которую преследовал Вахтанг II, искала и получила защиту у другого младшего брата Симона II, Кайхосро IV Гуриели, который сверг Вахтанга II в 1797 году и провозгласил мальчика-князя Мамию V следующим правителем Гурии, а себя регентом, пока Мамия V не достигнет совершеннолетия, чтобы принять власть. В годы своего регентства Кайхосро IV привнёс определённую стабильность в Гурию и добился сближения с расширяющейся Российской империей, к большому неудовольствию со стороны Османской империи, которая претендовала на сюзеренитет над всей западной Грузией.

## Присоединение к России
В 1809 году Кайхосро IV передал все властные полномочия Мамии V. В том же году шедшая тогда Русско-турецкая война привела к военным действиям и на границах Гурии. Русские войска под командованием генерала Дмитрия Орбелиани осадили османскую крепость Поти на побережье Чёрного моря, располагавшуюся непосредственно к северу от Гурии. Первоначально не желая открыто присоединяться к русским, Мамия V поддерживал переписку с османскими военачальниками, но в конце концов он выступил на стороне русских и атаковал османские силы, защищавшие Поти, в их тылу у Григолети, что способствовало победе русских в ноябре 1809 года. В марте 1810 года Мамия V и соседний правитель Мегрелии Леван V Дадиани присоединились к русской армии в деле завоевания западного грузинского Имеретинского царства.
Вскоре после падения Поти Мамия V потребовал заключения договора с Россией. Он принёс присягу на верность российскому императору Александру I в ходе церемонии в селе Гурианта в апреле 1810 года, а 8 апреля 1811 года получил императорскую грамоту, подтверждающую его как власть над Гурией в качестве князя и его российское подданство, с символами инвеституры — драгоценной саблей и флагом с гербом Российской империи. По этому случаю Мамия V также был награждён орденом Святой Анны 1 степени и возведён в чин генерал-майора, в то время как его матери Марине была назначена ежегодная пенсия в 200 червонцев.
Мамия V проявлял большой интерес к преобразованию и развитию административного управления, экономики и улучшению образования в своём маленьком государстве, население которого составляло около 6000 семей. Один иностранец охарактеризовал его как «очень желающего перенять европейские обычаи и привычки». Около 1817 года он передал некоторые земли и семьи крепостных шотландцу Джеймсу Патрику Монтегю Марру, с условием, что тот поспособствует началу выращивания индиго. Вырубивший множество лесов в Гурии Марр впоследствии осел там, поселившись с гурийской крестьянкой и став отцом Николая Марра, историка и лингвиста с мировой известностью. Известно также, что Мамия V нанял группу бродячих немецких канатоходцев, которые выступали три раза в неделю для развлечения его двора.

## Восстание 1820 года
В марте 1820 года отношения Мамии V Гуриели с Российской империей были подвергнуты испытанию. Восстание в Имеретии против русского владычества эхом отразилось в Гурии, в него были вовлечены Иване Абашидзе, имеретинский дворянин и родственник Мамии V по жене, и Кайхосро IV в качестве его главных лидеров. Когда русские войска вторглись в княжество, Мамия V сохранил верность империи и пытался, с переменным успехом, отговорить своих дворян от участия в восстании, но он избегал своего прямого участия в русских операциях против повстанцев и пытался завладеть поместья, конфискованные русскими военными у мятежных дворян. Русский наместник на Кавказе генерал Алексей Ермолов отклонил подобные притязания гурийского правителя, утверждая что то, что сделали мятежные дворяне, запятнало честь Мамии V. Тем не менее Ермолов высоко оценил лояльность Мамии V, которую он считал причиной успеха русских в подавлении восстания. В сентябре 1820 года Мамия V встретился с русским командующим в Гурии генералом Вельяминовым в военном лагере в Чохатаури, будучи уверенным в благосклонности к нему со стороны русских властей.
Вскоре после событий 1820 года Мамия начал впадать в депрессию и умер в Озургети 21 ноября 1826 года, оставив в качестве преемника своего двухлетнего сына Давида.

## Семья
Мамия V Гуриели около 1814 года на имеретинской княжне Софии Цулукидзе (ум. 7 сентября 1829), которая стала регентом своего малолетнего сына Давида после смерти мужа в 1826 году. Она приняла сторону Российской империи во время Русско-турецкой войны 1828—1829 годов, что привело к потере Гурией самоуправления и прямой российской аннексии 7 сентября 1829 года. У Мамии V и Софии было пятеро детей: четыре дочери и сын. После смерти Софии в ссылке дети Мамии V были амнистированы и переселены русским правительством в Санкт-Петербург. 20 января 1843 года двум оставшимся в живых дочерям, Екатерине и Терезии, был пожалован титул светлейшего высочества.
Детьми Мамии V были:
- Екатерина (1815—1880), в июне 1834 года вышедшая замуж за мегрельского князя Левана Чичуа (умер в 1834 году), но через два месяца после этого овдовевшая.
- Давид (1818 — 23 августа 1839), последний титулярный князь Гурии (1826—1829). Он погиб в качестве офицера русской армии, сражаясь против кавказских горцев в Ахульго[12].
- Кочиброла (род. 1820)[12].
- София (1823 — 15 мая 1840)[12].
- Терезия (1825 — 24 марта 1871), фрейлина русского императорского двора. В 1843 году она вышла замуж за генерала князя Григола Дадиани (1814—1901)[12].